# Ctenotus rosarium
Ctenotus rosarium är en ödleart som beskrevs av  Patrick J. Couper AMEY och KUTT 2002. Ctenotus rosarium ingår i släktet Ctenotus och familjen skinkar. Inga underarter finns listade i Catalogue of Life.